# Phase de groupes de la Ligue européenne féminine de handball 2020-2021
Navigation
2021-2022
Cet article détaille les matchs de la phase de groupes de la Ligue européenne féminine de handball 2020-2021 organisée par la Fédération européenne de handball.

## Groupe A

### Classement
|   | Équipe                 | Pts | J | G | N | P | Bp  | Bc  | Diff |  | Résultats (dom.\ext.)  |       |       |       |       |
| - | ---------------------- | --- | - | - | - | - | --- | --- | ---- |  | ---------------------- | ----- | ----- | ----- | ----- |
| 1 | Herning-Ikast Håndbold | 10  | 6 | 5 | 0 | 1 | 198 | 160 | 38   |  | Herning-Ikast Håndbold |       | 34-25 | 25-23 | 39-29 |
| 2 | Zvezda Zvenigorod      | 6   | 6 | 3 | 0 | 3 | 135 | 135 | 0    |  | Zvezda Zvenigorod      | 31-39 |       | 10-0  | 29-33 |
| 3 | Paris 92               | 6   | 6 | 3 | 0 | 3 | 93  | 101 | -8   |  | Paris 92               | 26-23 | 0-10  |       | 10-0  |
| 4 | Váci NKSE              | 2   | 6 | 1 | 0 | 5 | 150 | 180 | -30  |  | Váci NKSE              | 26-38 | 29-30 | 33-34 |       |

Légende
- Qualifié pour les quarts de finale
- Éliminé

### Journée 1

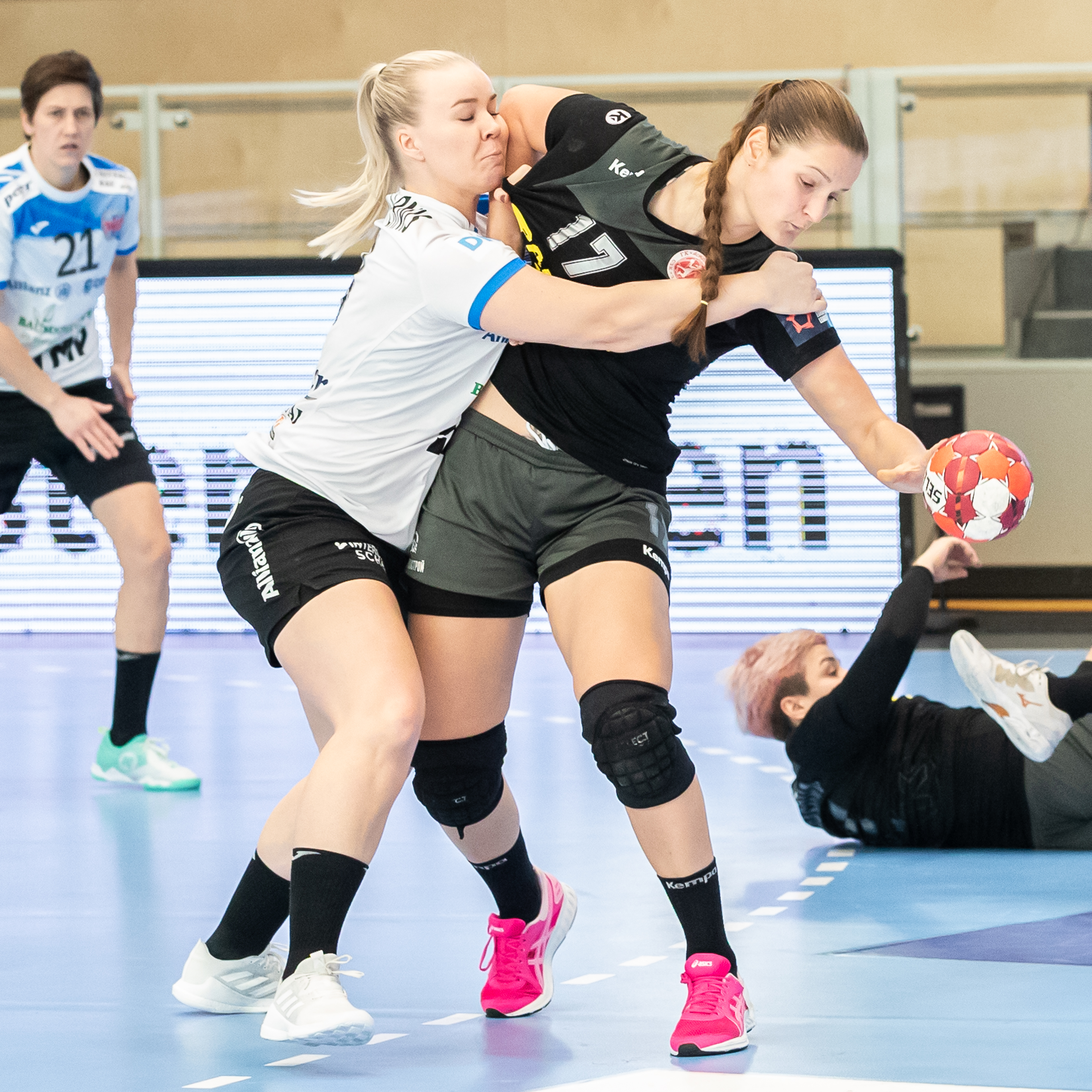
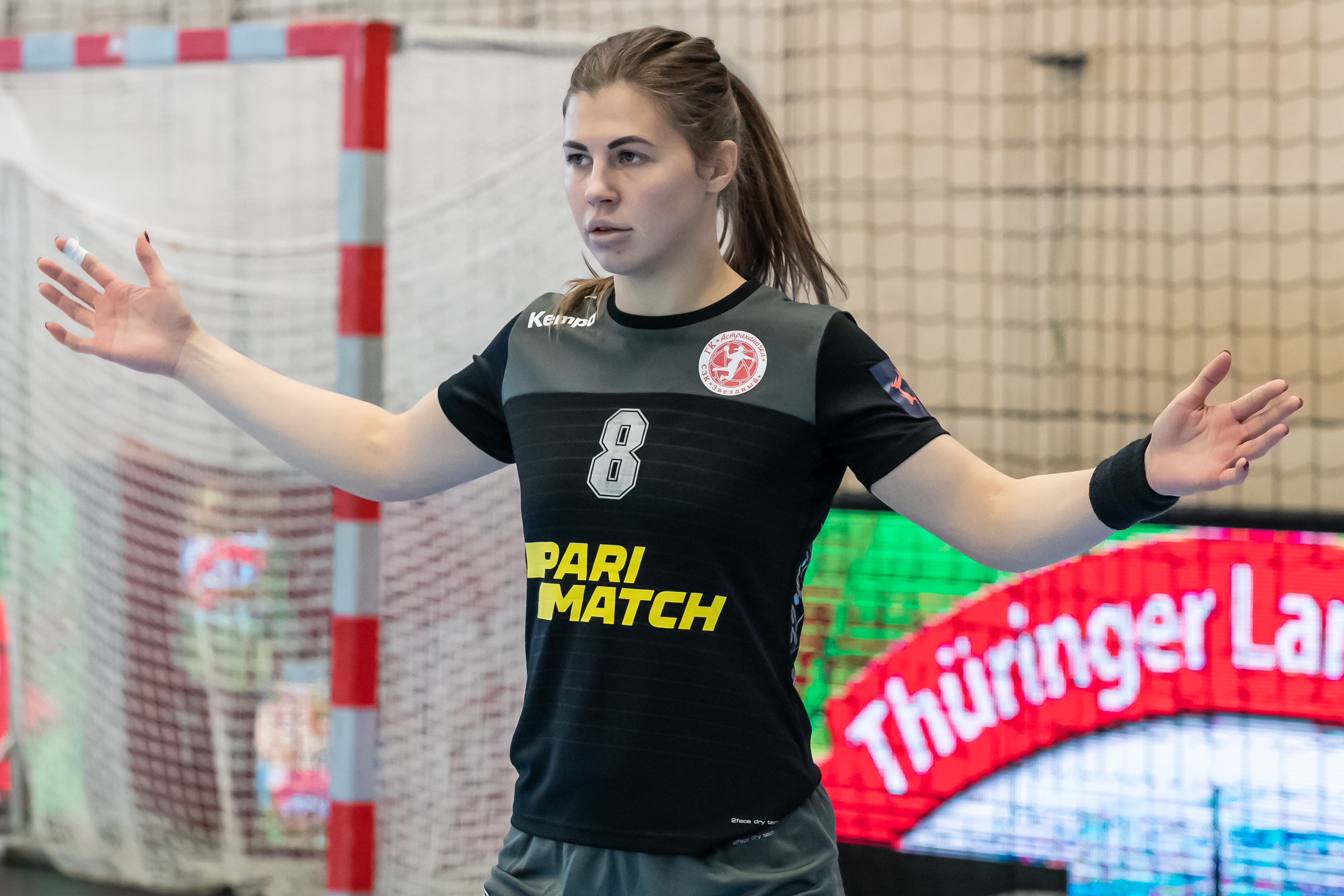
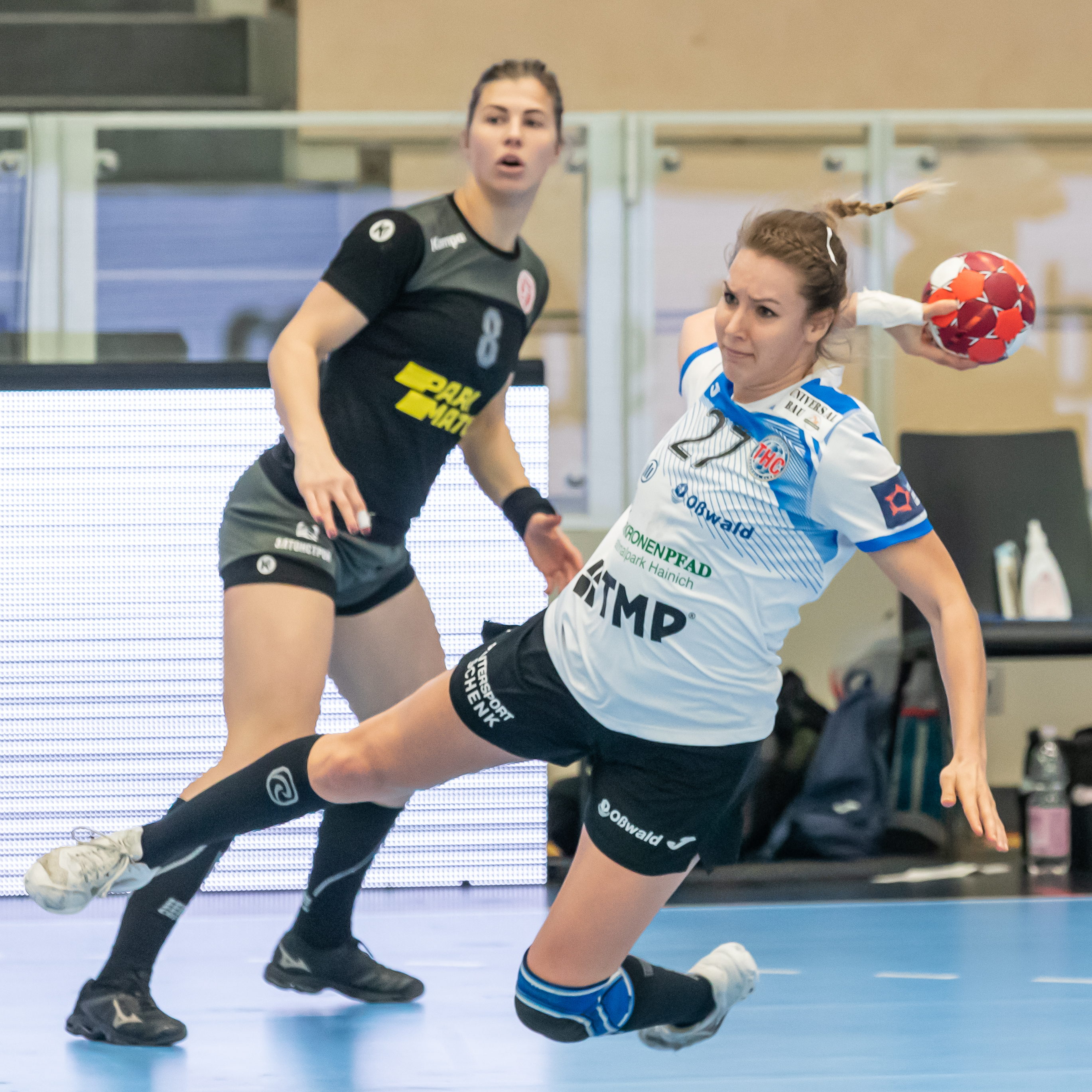
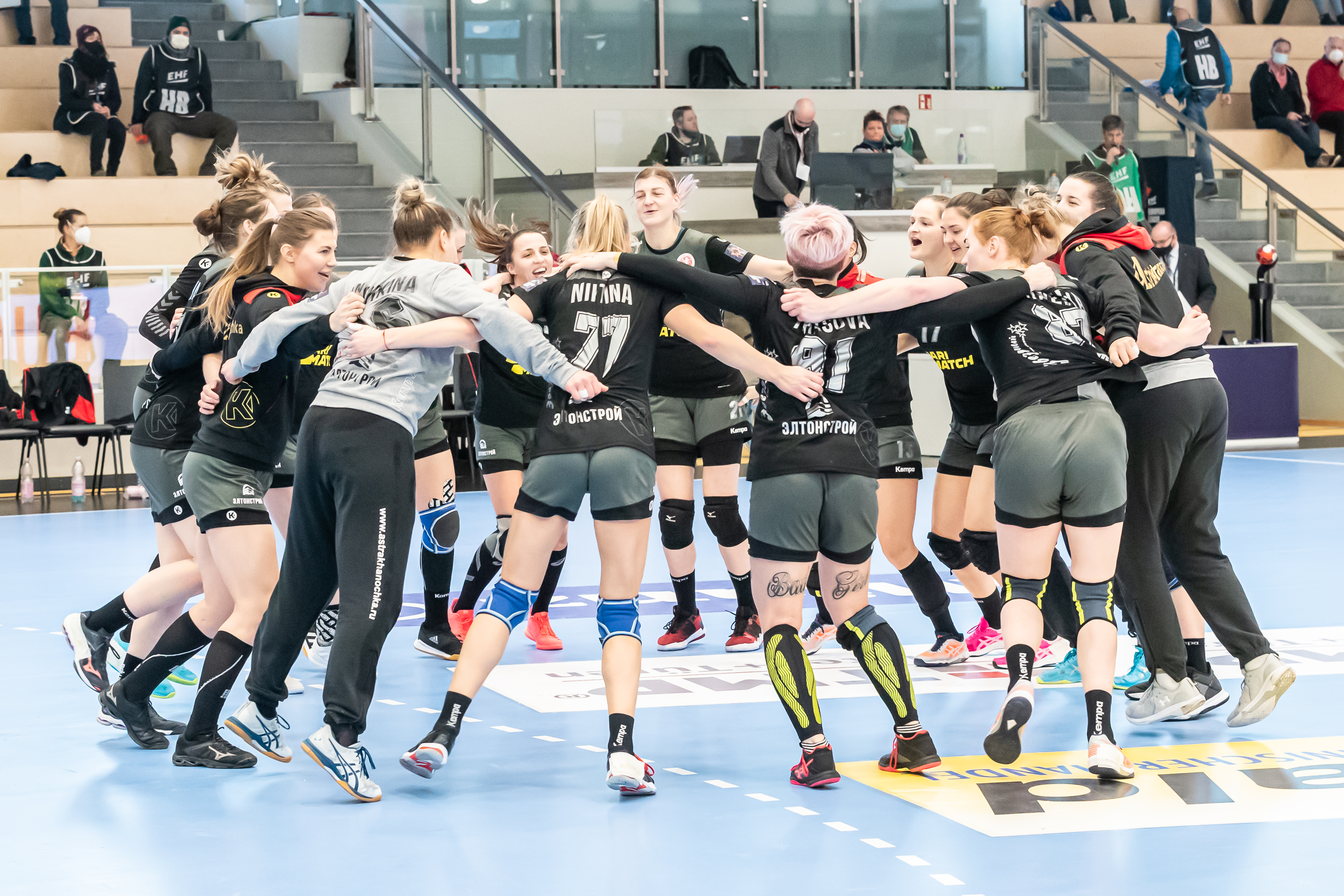

| 9 janvier 2021 13h30 | Herning-Ikast Håndbold | 34 - 25   | Zvezda Zvenigorod | IBF Arena (en), Ikast Arbitrage : Christian et David Hannes |
| 9 janvier 2021 13h30 | N. Kristensen (da) 12  | (15 - 13) | A. Mourzalieva 6  | IBF Arena (en), Ikast Arbitrage : Christian et David Hannes |
| 9 janvier 2021 13h30 | ×1 ×4                  | Rapport   | ×5                | IBF Arena (en), Ikast Arbitrage : Christian et David Hannes |

| 10 janvier 2021 14h00 | Váci NKSE           | 33 - 34   | Paris 92       | Váci Városi Sportcsarnok, Vác Affluence : 0 Arbitrage : Davon et Zoran Lončar |
| 10 janvier 2021 14h00 | F. Helembai (en) 10 | (15 - 16) | N. Offendal 11 | Váci Városi Sportcsarnok, Vác Affluence : 0 Arbitrage : Davon et Zoran Lončar |
| 10 janvier 2021 14h00 | ×2 ×4               | Rapport   | ×2 ×4          | Váci Városi Sportcsarnok, Vác Affluence : 0 Arbitrage : Davon et Zoran Lončar |

### Journée 2
| 16 janvier 2021 14h00 | Zvezda Zvenigorod                              | 29 - 33   | Váci NKSE          | Palais des sports olympique, Tchekhov Arbitrage : Bogdan Kaluđerović et Ivan Vujačić |
| 16 janvier 2021 14h00 | S. Gerasimova, A. Nikolaïeva, A. Mourzalieva 5 | (12 - 17) | N. Diószegi (en) 9 | Palais des sports olympique, Tchekhov Arbitrage : Bogdan Kaluđerović et Ivan Vujačić |
| 16 janvier 2021 14h00 | ×3 ×5 ×1                                       | Rapport   | ×1 ×8              | Palais des sports olympique, Tchekhov Arbitrage : Bogdan Kaluđerović et Ivan Vujačić |

| 16 janvier 2021 18h00 | Paris 92      | 26 - 23   | Herning-Ikast Håndbold | Palais des sports Robert-Charpentier, Issy-les-Moulineaux Affluence : 0 Arbitrage : Marco Di Domenico et Lorenzo Fornasier |
| 16 janvier 2021 18h00 | N. Offendal 7 | (14 - 12) | I. Bakkerud 5          | Palais des sports Robert-Charpentier, Issy-les-Moulineaux Affluence : 0 Arbitrage : Marco Di Domenico et Lorenzo Fornasier |
| 16 janvier 2021 18h00 | ×1 ×2         | Rapport   | ×3                     | Palais des sports Robert-Charpentier, Issy-les-Moulineaux Affluence : 0 Arbitrage : Marco Di Domenico et Lorenzo Fornasier |

### Journée 3
| 23 janvier 2021 16h00 | Váci NKSE         | 26 - 38   | Herning-Ikast Håndbold | Váci Városi Sportcsarnok, Vác Affluence : 0 Arbitrage : Diana-Carmen Ciulei et Anamaria Stoia |
| 23 janvier 2021 16h00 | R. Lakatos (en) 8 | (13 - 21) | E. Friis 7             | Váci Városi Sportcsarnok, Vác Affluence : 0 Arbitrage : Diana-Carmen Ciulei et Anamaria Stoia |
| 23 janvier 2021 16h00 | ×1 ×2             | Rapport   | ×3                     | Váci Városi Sportcsarnok, Vác Affluence : 0 Arbitrage : Diana-Carmen Ciulei et Anamaria Stoia |

| 10 février 2021 | Paris 92 | 0 - 10 | Zvezda Zvenigorod |  |

### Journée 4
| 6 février 2021 13h00 | Herning-Ikast Håndbold | 39 - 29   | Váci NKSE       | IBF Arena (en), Ikast Affluence : 0 Arbitrage : Vadims Jaškins et Eduards Žabko |
| 6 février 2021 13h00 | H. Fauske 12           | (19 - 13) | L. Szabó (en) 9 | IBF Arena (en), Ikast Affluence : 0 Arbitrage : Vadims Jaškins et Eduards Žabko |
| 6 février 2021 13h00 | ×2                     | Rapport   | ×2 ×4           | IBF Arena (en), Ikast Affluence : 0 Arbitrage : Vadims Jaškins et Eduards Žabko |

| 10 février 2021 | Zvezda Zvenigorod | 10 - 0 | Paris 92 |  |

### Journée 5
| 12 février 2021 | Paris 92 | 10 - 0 | Váci NKSE |  |

| 14 février 2021 12h00 | Zvezda Zvenigorod            | 31 - 39   | Herning-Ikast Håndbold | Palais des sports olympique, Tchekhov Affluence : 200 Arbitrage : Ismailj Metalari et Nenad Nikolovski |
| 14 février 2021 12h00 | A. Nikolaïeva, N. Nikitina 7 | (13 - 18) | S. Skogrand 7          | Palais des sports olympique, Tchekhov Affluence : 200 Arbitrage : Ismailj Metalari et Nenad Nikolovski |
| 14 février 2021 12h00 | ×1 ×2                        | Rapport   | ×1 ×4                  | Palais des sports olympique, Tchekhov Affluence : 200 Arbitrage : Ismailj Metalari et Nenad Nikolovski |

### Journée 6
| 20 février 2021 18h00 | Váci NKSE                                         | 29 - 30   | Zvezda Zvenigorod | Váci Városi Sportcsarnok, Vác Affluence : 0 Arbitrage : Alain Rauchs et Philippe Linster |
| 20 février 2021 18h00 | K. Hámori (no), L. Szabó (en), N. Diószegi (en) 5 | (15 - 17) | N. Nikitina 9     | Váci Városi Sportcsarnok, Vác Affluence : 0 Arbitrage : Alain Rauchs et Philippe Linster |
| 20 février 2021 18h00 | ×2 ×4                                             | Rapport   | ×1 ×3             | Váci Városi Sportcsarnok, Vác Affluence : 0 Arbitrage : Alain Rauchs et Philippe Linster |

| 21 février 2021 14h00 | Herning-Ikast Håndbold | 25 - 23   | Paris 92      | IBF Arena (en), Ikast Affluence : 0 Arbitrage : Viktorija Kijauskaitė et Aušra Žalienė |
| 21 février 2021 14h00 | M. Møller 5            | (13 - 12) | N. Offendal 9 | IBF Arena (en), Ikast Affluence : 0 Arbitrage : Viktorija Kijauskaitė et Aušra Žalienė |
| 21 février 2021 14h00 | ×1 ×4                  | Rapport   | ×2 ×6         | IBF Arena (en), Ikast Affluence : 0 Arbitrage : Viktorija Kijauskaitė et Aušra Žalienė |

## Groupe B

### Classement
|   | Équipe                     | Pts | J | G | N | P | Bp  | Bc  | Diff |  | Résultats (dom.\ext.)      |       |       |       |       |
| - | -------------------------- | --- | - | - | - | - | --- | --- | ---- |  | -------------------------- | ----- | ----- | ----- | ----- |
| 1 | Nantes Atlantique Handball | 8   | 6 | 4 | 0 | 2 | 149 | 141 | 8    |  | Nantes Atlantique Handball |       | 0-10  | 25-21 | 35-26 |
| 2 | HC Lada Togliatti          | 6   | 6 | 3 | 0 | 3 | 147 | 139 | 8    |  | HC Lada Togliatti          | 32-29 |       | 30-24 | 27-29 |
| 3 | MKS Lublin                 | 5   | 6 | 2 | 1 | 3 | 154 | 155 | -1   |  | MKS Lublin                 | 26-31 | 28-23 |       | 35-26 |
| 4 | Kastamonu Belediyesi GSK   | 5   | 6 | 2 | 1 | 3 | 156 | 171 | -15  |  | Kastamonu Belediyesi GSK   | 26-29 | 29-25 | 20-20 |       |

Légende
- Qualifié pour les quarts de finale
- Éliminé

### Journée 1
| 9 janvier 2021 16h00 | Kastamonu Belediyesi GSK     | 20 - 20  | MKS Lublin | Atatürk spor salonu, Kastamonu Affluence : 55 Arbitrage : Marina Duplii et Olena Pobedrina |
| 9 janvier 2021 16h00 | A. Kurtovic, N. Zulić (en) 5 | (10 - 9) | M. Gęga 6  | Atatürk spor salonu, Kastamonu Affluence : 55 Arbitrage : Marina Duplii et Olena Pobedrina |
| 9 janvier 2021 16h00 | ×1 ×2                        | Rapport  | ×3 ×8      | Atatürk spor salonu, Kastamonu Affluence : 55 Arbitrage : Marina Duplii et Olena Pobedrina |

| 9 janvier 2021 17h00 | HC Lada Togliatti  | 32 - 29   | Nantes Atlantique Handball | USK Olimp, Togliatti Affluence : 500 Arbitrage : Dzmitry Nabokau et Siarhei Kulik |
| 9 janvier 2021 17h00 | V. Shamanouskaya 7 | (14 - 14) | B. de Paula 13             | USK Olimp, Togliatti Affluence : 500 Arbitrage : Dzmitry Nabokau et Siarhei Kulik |
| 9 janvier 2021 17h00 | ×1 ×4              | Rapport   | ×1 ×2                      | USK Olimp, Togliatti Affluence : 500 Arbitrage : Dzmitry Nabokau et Siarhei Kulik |

### Journée 2
| 16 janvier 2021 16h00 | Nantes Atlantique Handball | 35 - 26   | Kastamonu Belediyesi GSK | H Arena, Nantes Affluence : 0 Arbitrage : Andrés Rosendo et Sergio Rodriguez Estevez |
| 16 janvier 2021 16h00 | L. Grigel 7                | (18 - 10) | A. Kurtovic 12           | H Arena, Nantes Affluence : 0 Arbitrage : Andrés Rosendo et Sergio Rodriguez Estevez |
| 16 janvier 2021 16h00 | ×2                         | Rapport   | ×3                       | H Arena, Nantes Affluence : 0 Arbitrage : Andrés Rosendo et Sergio Rodriguez Estevez |

| 17 janvier 2021 16h00 | MKS Lublin      | 28 - 23   | HC Lada Togliatti | Hala Globus (pl), Lublin Affluence : 0 Arbitrage : Viktorija Kijauskaitė et Aušra Žalienė |
| 17 janvier 2021 16h00 | N. Nosek (en) 5 | (16 - 10) | V. Nikitina 7     | Hala Globus (pl), Lublin Affluence : 0 Arbitrage : Viktorija Kijauskaitė et Aušra Žalienė |
| 17 janvier 2021 16h00 | ×7              | Rapport   | ×1 ×5             | Hala Globus (pl), Lublin Affluence : 0 Arbitrage : Viktorija Kijauskaitė et Aušra Žalienė |

### Journée 3
| 23 janvier 2021 16h00 | MKS Lublin | 26 - 31   | Nantes Atlantique Handball | Hala Globus (pl), Lublin Affluence : 0 Arbitrage : Sherif Xhema et Besfort Jahja |
| 23 janvier 2021 16h00 | M. Gęga 8  | (12 - 15) | B. de Paula 8              | Hala Globus (pl), Lublin Affluence : 0 Arbitrage : Sherif Xhema et Besfort Jahja |
| 23 janvier 2021 16h00 | ×1 ×2      | Rapport   | ×1 ×2                      | Hala Globus (pl), Lublin Affluence : 0 Arbitrage : Sherif Xhema et Besfort Jahja |

| 24 janvier 2021 14h00 | Kastamonu Belediyesi GSK | 29 - 25   | HC Lada Togliatti     | Atatürk spor salonu, Kastamonu Affluence : 100 Arbitrage : Doru Manea et Radu Iliescu |
| 24 janvier 2021 14h00 | A. Kurtovic 10           | (13 - 14) | V. Kirdiacheva (da) 9 | Atatürk spor salonu, Kastamonu Affluence : 100 Arbitrage : Doru Manea et Radu Iliescu |
| 24 janvier 2021 14h00 | ×2                       | Rapport   | ×1 ×6                 | Atatürk spor salonu, Kastamonu Affluence : 100 Arbitrage : Doru Manea et Radu Iliescu |

### Journée 4
| 7 février 2021 14h30 | HC Lada Togliatti | 27 - 29   | Kastamonu Belediyesi GSK | USK Olimp, Togliatti Affluence : 496 Arbitrage : Bogdan Kaluđerović et Ivan Vujačić |
| 7 février 2021 14h30 | V. Nikitina 7     | (13 - 14) | A. Kurtovic 7            | USK Olimp, Togliatti Affluence : 496 Arbitrage : Bogdan Kaluđerović et Ivan Vujačić |
| 7 février 2021 14h30 | ×1 ×7             | Rapport   | ×1                       | USK Olimp, Togliatti Affluence : 496 Arbitrage : Bogdan Kaluđerović et Ivan Vujačić |

| 7 février 2021 16h00 | Nantes Atlantique Handball | 25 - 21   | MKS Lublin      | Complexe sportif Mangin-Beaulieu, Nantes Affluence : 0 Arbitrage : Paul et Ruud Geraets |
| 7 février 2021 16h00 | L. Grigel 7                | (11 - 12) | D. Nocuń (en) 6 | Complexe sportif Mangin-Beaulieu, Nantes Affluence : 0 Arbitrage : Paul et Ruud Geraets |
| 7 février 2021 16h00 | ×3                         | Rapport   | ×1 ×2           | Complexe sportif Mangin-Beaulieu, Nantes Affluence : 0 Arbitrage : Paul et Ruud Geraets |

### Journée 5
| 10 février 2021 | Nantes Atlantique Handball | 0 - 10 | HC Lada Togliatti |  |

| 15 février 2021 17h00 | MKS Lublin | 35 - 26  | Kastamonu Belediyesi GSK | Hala Globus (pl), Lublin Affluence : 0 Arbitrage : Ruslan Loshak et Artem Shajbakov |
| 15 février 2021 17h00 | M. Gęga 7  | (18 - 9) | A. Kurtovic 7            | Hala Globus (pl), Lublin Affluence : 0 Arbitrage : Ruslan Loshak et Artem Shajbakov |
| 15 février 2021 17h00 | ×2 ×6      | Rapport  | ×1 ×3                    | Hala Globus (pl), Lublin Affluence : 0 Arbitrage : Ruslan Loshak et Artem Shajbakov |

### Journée 6
| 21 février 2021 15h00 | HC Lada Togliatti     | 30 - 24   | MKS Lublin      | USK Olimp, Togliatti Affluence : 485 Arbitrage : Emil et Ernest Aghakishi |
| 21 février 2021 15h00 | V. Kirdiacheva (da) 8 | (17 - 13) | N. Nosek (en) 6 | USK Olimp, Togliatti Affluence : 485 Arbitrage : Emil et Ernest Aghakishi |
| 21 février 2021 15h00 | ×1 ×4                 | Rapport   | ×2 ×3           | USK Olimp, Togliatti Affluence : 485 Arbitrage : Emil et Ernest Aghakishi |

| 21 février 2021 16h00 | Kastamonu Belediyesi GSK | 26 - 29   | Nantes Atlantique Handball | Atatürk spor salonu, Kastamonu Affluence : 200 Arbitrage : Cristina Năstase et Simona-Raluca Stancu |
| 21 février 2021 16h00 | A. Kurtovic 8            | (15 - 12) | B. de Paula 10             | Atatürk spor salonu, Kastamonu Affluence : 200 Arbitrage : Cristina Năstase et Simona-Raluca Stancu |
| 21 février 2021 16h00 | ×2                       | Rapport   | ×3                         | Atatürk spor salonu, Kastamonu Affluence : 200 Arbitrage : Cristina Năstase et Simona-Raluca Stancu |

## Groupe C

### Classement
|   | Équipe              | Pts | J | G | N | P | Bp  | Bc  | Diff |  | Résultats (dom.\ext.) |       |       |       |       |
| - | ------------------- | --- | - | - | - | - | --- | --- | ---- |  | --------------------- | ----- | ----- | ----- | ----- |
| 1 | CS Minaur Baia Mare | 10  | 6 | 5 | 0 | 1 | 150 | 116 | 34   |  | CS Minaur Baia Mare   |       | 30-27 | 33-29 | 10-0  |
| 2 | HC Astrakhanochka   | 8   | 6 | 4 | 0 | 2 | 137 | 112 | 25   |  | HC Astrakhanochka     | 33-27 |       | 10-0  | 10-0  |
| 3 | Storhamar Håndball  | 4   | 6 | 2 | 0 | 4 | 157 | 182 | -25  |  | Storhamar Håndball    | 27-40 | 33-28 |       | 32-30 |
| 4 | Thüringer HC        | 2   | 6 | 1 | 0 | 5 | 93  | 127 | -34  |  | Thüringer HC          | 0-10  | 22-29 | 41-36 |       |

Légende
- Qualifié pour les quarts de finale
- Éliminé

### Journée 1
| 9 janvier 2021 14h00 | CS Minaur Baia Mare | 33 - 29   | Storhamar Håndball | Sala Sporturilor Lascăr Pană (en), Baia Mare Arbitrage : Ruslan Loshak et Artem Shajbakov |
| 9 janvier 2021 14h00 | J. Kovačević (en) 9 | (14 - 13) | G. Nestaker (en) 9 | Sala Sporturilor Lascăr Pană (en), Baia Mare Arbitrage : Ruslan Loshak et Artem Shajbakov |
| 9 janvier 2021 14h00 | ×1 ×3               | Rapport   | ×2                 | Sala Sporturilor Lascăr Pană (en), Baia Mare Arbitrage : Ruslan Loshak et Artem Shajbakov |

| 10 janvier 2021 14h00 | Thüringer HC   | 22 - 29   | HC Astrakhanochka  | Salzahalle, Bad Langensalza Affluence : 0 Arbitrage : Yann Carmaux et Julien Mursch |
| 10 janvier 2021 14h00 | M. Jeřábková 6 | (10 - 12) | K. Sabirova (en) 5 | Salzahalle, Bad Langensalza Affluence : 0 Arbitrage : Yann Carmaux et Julien Mursch |
| 10 janvier 2021 14h00 | ×1             | Rapport   | ×1                 | Salzahalle, Bad Langensalza Affluence : 0 Arbitrage : Yann Carmaux et Julien Mursch |

### Journée 2
| 16 janvier 2021 14h00 | Storhamar Håndball | 33 - 28   | HC Astrakhanochka                                     | Boligpartner Arena (no), Hamar Affluence : 0 Arbitrage : Alain Rauchs et Philippe Linster |
| 16 janvier 2021 14h00 | G. Nestaker (en) 8 | (18 - 14) | I. Nikitina (en), Y. Levtchenko (ru), E. Malashenko 6 | Boligpartner Arena (no), Hamar Affluence : 0 Arbitrage : Alain Rauchs et Philippe Linster |
| 16 janvier 2021 14h00 | ×3                 | Rapport   | ×1                                                    | Boligpartner Arena (no), Hamar Affluence : 0 Arbitrage : Alain Rauchs et Philippe Linster |

| 16 février 2021 | Thüringer HC | 0 - 10 | CS Minaur Baia Mare |  |

### Journée 3
| 24 janvier 2021 15h00 | HC Astrakhanochka | 33 - 27  | CS Minaur Baia Mare | SZK Zvezdny, Astrakhan Affluence : 2 000 Arbitrage : Danielo Božinovski et Viktor Načevski |
| 24 janvier 2021 15h00 | E. Malashenko 8   | (14 - 8) | J. Lavko 7          | SZK Zvezdny, Astrakhan Affluence : 2 000 Arbitrage : Danielo Božinovski et Viktor Načevski |
| 24 janvier 2021 15h00 | ×1 ×6             | Rapport  | ×3 ×2               | SZK Zvezdny, Astrakhan Affluence : 2 000 Arbitrage : Danielo Božinovski et Viktor Načevski |

| 7 février 2021 12h00 | Thüringer HC                            | 41 - 36   | Storhamar Håndball            | Salzahalle, Bad Langensalza Affluence : 1 Arbitrage : Małgorzata Lidacka et Urszula Lesiak |
| 7 février 2021 12h00 | E. Ekenman-Fernis (en), A. Rühl (de) 12 | (18 - 15) | M. Jakobsen, E. Hovden (en) 8 | Salzahalle, Bad Langensalza Affluence : 1 Arbitrage : Małgorzata Lidacka et Urszula Lesiak |
| 7 février 2021 12h00 | ×1 ×2 ×1                                | Rapport   | ×2 ×4                         | Salzahalle, Bad Langensalza Affluence : 1 Arbitrage : Małgorzata Lidacka et Urszula Lesiak |

### Journée 4
| 6 février 2021 14h00 | CS Minaur Baia Mare           | 30 - 27   | HC Astrakhanochka    | Sala Sporturilor Lascăr Pană (en), Baia Mare Arbitrage : Svetoslav Yovchev et Zvezdelin Yonchev |
| 6 février 2021 14h00 | J. Lavko, J. Kovačević (en) 8 | (13 - 15) | Y. Levtchenko (ru) 7 | Sala Sporturilor Lascăr Pană (en), Baia Mare Arbitrage : Svetoslav Yovchev et Zvezdelin Yonchev |
| 6 février 2021 14h00 | ×2                            | Rapport   | ×1 ×3                | Sala Sporturilor Lascăr Pană (en), Baia Mare Arbitrage : Svetoslav Yovchev et Zvezdelin Yonchev |

| 6 février 2021 14h00 | Storhamar Håndball | 32 - 30   | Thüringer HC                                           | Salzahalle, Bad Langensalza Affluence : 1 Arbitrage : Małgorzata Lidacka et Urszula Lesiak |
| 6 février 2021 14h00 | M. Jakobsen 9      | (14 - 14) | E. Ekenman-Fernis (en), K. Kündig (en), M. Jeřábková 7 | Salzahalle, Bad Langensalza Affluence : 1 Arbitrage : Małgorzata Lidacka et Urszula Lesiak |
| 6 février 2021 14h00 | ×2                 | Rapport   | ×3                                                     | Salzahalle, Bad Langensalza Affluence : 1 Arbitrage : Małgorzata Lidacka et Urszula Lesiak |

### Journée 5
| 10 février 2021 16h00 | Storhamar Håndball | 27 - 40   | CS Minaur Baia Mare | Sala Sporturilor Lascăr Pană (en), Baia Mare Affluence : 0 Arbitrage : Marina Duplii et Olena Pobedrina |
| 10 février 2021 16h00 | E. Hovden (en) 7   | (11 - 19) | L. Blohm 8          | Sala Sporturilor Lascăr Pană (en), Baia Mare Affluence : 0 Arbitrage : Marina Duplii et Olena Pobedrina |
| 10 février 2021 16h00 | ×2 ×5              | Rapport   | ×1 ×4               | Sala Sporturilor Lascăr Pană (en), Baia Mare Affluence : 0 Arbitrage : Marina Duplii et Olena Pobedrina |

| 10 février 2021 | HC Astrakhanochka | 10 - 0 | Thüringer HC |  |

### Journée 6
| 16 février 2021 | CS Minaur Baia Mare | 10 - 0 | Thüringer HC |  |

| 17 février 2021 | HC Astrakhanochka | 10 - 0 | Storhamar Håndball |  |

## Groupe D

### Classement
|   | Équipe            | Pts | J | G | N | P | Bp  | Bc  | Diff |  | Résultats (dom.\ext.) |       |       |       |       |
| - | ----------------- | --- | - | - | - | - | --- | --- | ---- |  | --------------------- | ----- | ----- | ----- | ----- |
| 1 | Siófok KC         | 11  | 6 | 5 | 1 | 0 | 181 | 154 | 27   |  | Siófok KC             |       | 31-24 | 28-28 | 29-28 |
| 2 | HC Dunărea Brăila | 7   | 6 | 3 | 1 | 2 | 170 | 167 | 3    |  | HC Dunărea Brăila     | 25-27 |       | 36-32 | 29-27 |
| 3 | Kouban Krasnodar  | 6   | 6 | 2 | 2 | 2 | 130 | 120 | 10   |  | Kouban Krasnodar      | 25-31 | 25-25 |       | 10-0  |
| 4 | CJF Fleury Loiret | 0   | 6 | 0 | 0 | 6 | 104 | 144 | -40  |  | CJF Fleury Loiret     | 24-35 | 25-31 | 0-10  |       |

Légende
- Qualifié pour les quarts de finale
- Éliminé

### Journée 1
| 9 janvier 2021 18h00 | Siófok KC                | 28 - 28   | Kouban Krasnodar | Kiss Szilárd Sportcsarnok (hu), Siófok Affluence : 0 Arbitrage : Marko Sekulić et Vladimir Jovandić |
| 9 janvier 2021 18h00 | A. Kobetić, T. Horacek 9 | (15 - 18) | Y. Savinova 7    | Kiss Szilárd Sportcsarnok (hu), Siófok Affluence : 0 Arbitrage : Marko Sekulić et Vladimir Jovandić |
| 9 janvier 2021 18h00 | ×2 ×1                    | Rapport   | ×1 ×2 ×1         | Kiss Szilárd Sportcsarnok (hu), Siófok Affluence : 0 Arbitrage : Marko Sekulić et Vladimir Jovandić |

| 10 janvier 2021 14h00 | HC Dunărea Brăila               | 29 - 27   | CJF Fleury Loiret | Sala Polivalentă Danubius, Brăila Affluence : 0 Arbitrage : Svetoslav Yovchev et Zvezdelin Yonchev |
| 10 janvier 2021 14h00 | M. Dmitrović, M. Kanaval (en) 6 | (15 - 13) | O. Ondono 8       | Sala Polivalentă Danubius, Brăila Affluence : 0 Arbitrage : Svetoslav Yovchev et Zvezdelin Yonchev |
| 10 janvier 2021 14h00 | ×1 ×3                           | Rapport   | ×2 ×3             | Sala Polivalentă Danubius, Brăila Affluence : 0 Arbitrage : Svetoslav Yovchev et Zvezdelin Yonchev |

### Journée 2
| 17 janvier 2021 12h00 | Kouban Krasnodar | 25 - 25   | HC Dunărea Brăila               | Olympus Arena (en), Krasnodar Affluence : 0 Arbitrage : Dorian Sîrbu et Victor Serdiuc |
| 17 janvier 2021 12h00 | D. Golub 9       | (13 - 15) | M. Dmitrović, M. Kanaval (en) 7 | Olympus Arena (en), Krasnodar Affluence : 0 Arbitrage : Dorian Sîrbu et Victor Serdiuc |
| 17 janvier 2021 12h00 | ×2 ×5            | Rapport   | ×1 ×3                           | Olympus Arena (en), Krasnodar Affluence : 0 Arbitrage : Dorian Sîrbu et Victor Serdiuc |

| 17 janvier 2021 18h00 | CJF Fleury Loiret | 24 - 35   | Siófok KC  | Palais des Sports, Orléans Affluence : 0 Arbitrage : Daniel Freitas et César Carvalho |
| 17 janvier 2021 18h00 | A. Lacrabère 14   | (10 - 20) | S. Böhme 7 | Palais des Sports, Orléans Affluence : 0 Arbitrage : Daniel Freitas et César Carvalho |
| 17 janvier 2021 18h00 | ×1                | Rapport   | ×1 ×2      | Palais des Sports, Orléans Affluence : 0 Arbitrage : Daniel Freitas et César Carvalho |

### Journée 3
| 23 janvier 2021 14h00 | HC Dunărea Brăila | 25 - 27   | Siófok KC    | Sala Polivalentă Danubius, Brăila Arbitrage : Stefan Ivanović et Marko Vujisić |
| 23 janvier 2021 14h00 | M. Kanaval (en) 8 | (14 - 11) | T. Horacek 6 | Sala Polivalentă Danubius, Brăila Arbitrage : Stefan Ivanović et Marko Vujisić |
| 23 janvier 2021 14h00 | ×2                | Rapport   | ×3           | Sala Polivalentă Danubius, Brăila Arbitrage : Stefan Ivanović et Marko Vujisić |

| 10 février 2021 | CJF Fleury Loiret | 0 - 10 | Kouban Krasnodar |  |

### Journée 4
| 7 février 2021 14h00 | Siófok KC  | 31 - 24   | HC Dunărea Brăila | Kiss Szilárd Sportcsarnok (hu), Siófok Affluence : 0 Arbitrage : Florian Hofer et Andreas Schmidhuber |
| 7 février 2021 14h00 | K. Ježić 8 | (17 - 14) | M. Kanaval (en) 6 | Kiss Szilárd Sportcsarnok (hu), Siófok Affluence : 0 Arbitrage : Florian Hofer et Andreas Schmidhuber |
| 7 février 2021 14h00 | ×1 ×4      | Rapport   | ×3 ×2             | Kiss Szilárd Sportcsarnok (hu), Siófok Affluence : 0 Arbitrage : Florian Hofer et Andreas Schmidhuber |

| 10 février 2021 | Kouban Krasnodar | 10 - 0 | CJF Fleury Loiret |  |

### Journée 5
| 12 février 2021 17h30 | Kouban Krasnodar | 25 - 31   | Siófok KC    | Olympus Arena (en), Krasnodar Affluence : 700 Arbitrage : Pınar Ünlü Hatipoğlu et Mehtap Şimşek |
| 12 février 2021 17h30 | A. Listopad 5    | (10 - 14) | T. Horacek 8 | Olympus Arena (en), Krasnodar Affluence : 700 Arbitrage : Pınar Ünlü Hatipoğlu et Mehtap Şimşek |
| 12 février 2021 17h30 | ×1 ×4            | Rapport   | ×2 ×5        | Olympus Arena (en), Krasnodar Affluence : 700 Arbitrage : Pınar Ünlü Hatipoğlu et Mehtap Şimşek |

| 14 février 2021 14h00 | CJF Fleury Loiret | 25 - 31   | HC Dunărea Brăila | Palais des Sports, Orléans Affluence : 0 Arbitrage : Stephen Martens et Yves Schols |
| 14 février 2021 14h00 | O. Ondono 6       | (12 - 17) | A. Udriștioiu 7   | Palais des Sports, Orléans Affluence : 0 Arbitrage : Stephen Martens et Yves Schols |
| 14 février 2021 14h00 | ×3                | Rapport   | ×1 ×3             | Palais des Sports, Orléans Affluence : 0 Arbitrage : Stephen Martens et Yves Schols |

### Journée 6
| 20 février 2021 14h00 | HC Dunărea Brăila | 36 - 32   | Kouban Krasnodar | Sala Polivalentă Danubius, Brăila Affluence : 0 Arbitrage : Ioanna Christidi et Ioanna Papamattheou |
| 20 février 2021 14h00 | A. Czeczi (en) 8  | (17 - 13) | D. Golub 8       | Sala Polivalentă Danubius, Brăila Affluence : 0 Arbitrage : Ioanna Christidi et Ioanna Papamattheou |
| 20 février 2021 14h00 | ×1 ×2             | Rapport   | ×1 ×4            | Sala Polivalentă Danubius, Brăila Affluence : 0 Arbitrage : Ioanna Christidi et Ioanna Papamattheou |

| 20 février 2021 16h00 | Siófok KC      | 29 - 28   | CJF Fleury Loiret | Kiss Szilárd Sportcsarnok (hu), Siófok Affluence : 0 Arbitrage : Małgorzata Lidacka et Urszula Lesiak |
| 20 février 2021 16h00 | G. Tóth (en) 9 | (13 - 13) | S. Bouktit 8      | Kiss Szilárd Sportcsarnok (hu), Siófok Affluence : 0 Arbitrage : Małgorzata Lidacka et Urszula Lesiak |
| 20 février 2021 16h00 | ×1             | Rapport   | ×1 ×5 ×1          | Kiss Szilárd Sportcsarnok (hu), Siófok Affluence : 0 Arbitrage : Małgorzata Lidacka et Urszula Lesiak |